# Casa Pastell
Casa Pastell és un habitatge dins de l'antic nucli emmurallat de Castelló, al barri del puig Salner, formant cantonada entre la Plaça dels Homes i el carrer de la Paireria Vella. La família Pastell és una nissaga originària de Castelló. Les primeres notícies que ens remeten a la construcció de la casa són del segle xvii. El 14 de juliol d l'any 1660, Miquel Pastell, notari de Castelló d'Empúries, va comprar una casa situada a la Plaça dels Homes. Aquest edifici fou el primer nucli de la Casa Pastell, al que s'afegiren posteriorment altres edificis, tant per la part de llevant com de ponent, conformant així l'actual construcció. Malgrat tot no serà fins ben entrat el segle xix que s'acaba de consolidar l'actual volum de la casa.

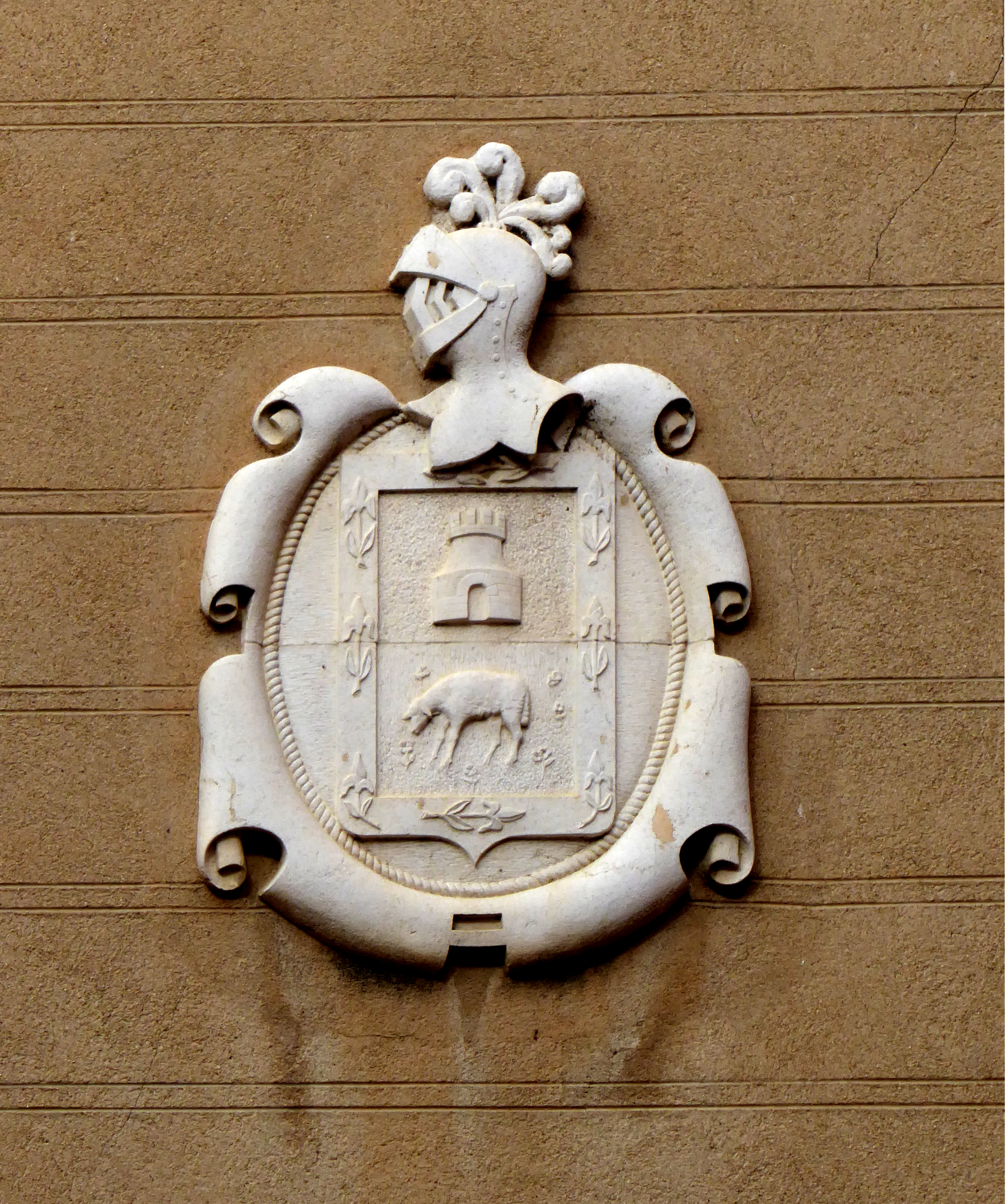
Escut d'armes a la façana de la Casa Pastell

Baldiri Pastell i Martí, fill de notari Miquel Pastell, fou també notari de Castelló, i obtingué el privilegi de cavaller del comte d'Empúries, aquest tingué un germà, Ramon Pastell i Martí, Doctor en Dret, casat amb Caterina Bosch que havia estat casada en primeres núpcies amb el també Doctor en Dret i Ciutadà Honrat de Barcelona Josep Ferrer. Aquesta branca de la família Pastell va tenir casa al barri del puig Salner, al carrer dels Capellans, la qual pertany actualment a la família Ametlla.
Edifici de planta rectangular format per tres crugies adossades i perpendiculars a la façana del carrer Paireria Vella. Consta de planta baixa, planta pis i golfes. La planta baixa està construïda amb pilars de pedra i parets força gruixudes, amb diversos sistemes de coberta diferents. La part destinada a la bodega està coberta amb voltes d'aresta de maó, disposat a sardinell, i una altra de les sales de la bodega, amb coberta de volta de canó. Una altra de les sales de la planta baixa està coberta amb volta de canó amb decoració de llunetes. La primera planta s'estructura mitjançant un llarg passadís, al costat del qual es van repartint les sales i habitacions. Destaca la gran sala amb sortida al balcó de la Plaça dels Homes i una gran terrassa enjardinada situada a la part posterior de la finca. De les golfes destaca la coberta, a dues vessants amb encavallada de fusta.
La façana principal que dona a la plaça està dividida en tres parts, corresponents als tres pisos d'alçada. A la planta baixa conserva part de l'aparell de carreus de pedra, així com restes de pilars també de pedra, procedents d'anteriors edificacions. Hi ha dues portes, una de llinda plana i l'altra d'arc rebaixat, i una finestra emmarcada en pedra, amb la llinda plana també. La porta de llinda plana dona accés a una ampliació estructural que ocupa l'espai on antigament es documentava un carreró, que comunicava amb la Llotja medieval. A la primera planta hi ha tres grans finestrals rectangulars amb guardapols decorat amb esgrafiats de motius florals, que donen pas a dos balcons (un d'ells corregut) amb el forjat de plaques ceràmiques i barana de ferro. Es documenta un escut situat entre les obertures, de les mateixes característiques que els esgrafiats. Les obertures corresponents a la planta golfes són quadrades, potser de nova obertura. De la façana que dona al carrer de la Paireria Vella, destaquen les dues portes d'accés a la planta baixa, una d'elles rectangular amb la llinda de pedra i amb un pilar de la construcció anterior reutilitzat com a brancal, i l'altra d'arc rebaixat, per accedir a la part de les bodegues. Destaca una finestra d'arc trilobulat adscrita al període gòtic tardà.